# اضطراب سرعة القلب
اضطراب سرعة القلب (HRT) هو الرجوع إلى توازن سرعة القلب بعد الانقباض البطيني المبكر (الانقباض البطيني المبكر). وهذا الاضطراب يتكون من تسريع بسيط في سرعة القلب، يليه انخفاض بطيء في العودة إلى المعدل الأساسي. وهناك خاصية هامة من خواص اضطراب سرعة القلب وهي الانقباضات البطينية المبكرة التي تحدث بشكل طبيعي في الكثير من البالغين، لذلك فإن قياس الخصائص المميزة للانقباض البطيني المبكر لأي شخص توفر وسائل غير باضعة لتقييم وظائف قلب الرجل أو المرأة دون تطبيق مؤثرات خارجية اصطناعية.
ولقد أثبتت القيم المقيسة للعوامل المتغيرة لاضطراب سرعة القلب أن الدلالة الإحصائية هي مؤشر لاحتمال الوفاة بسبب أمراض القلب وذلك بعد إصابة المريض بالجلطة القلبية. وهناك دلالات تُشير إلى أن اضطراب سرعة القلب ربما يساعد في التنبؤ بالمخاطر التي تصيب الشخص من الموت المفاجئ ويمكن أن ينبئ هذا الاضطراب بالموت ليس فقط في المرضى الذين يعانون من الجلطة القلبية ولكن أيضًا في هؤلاء المصابين بأمراض القلب الأخرى.
إن اضطراب سرعة القلب ليس له علاقة بـ الجريان المضطرب في جريان الموائع.
انظر أيضًا تغير سرعة القلب.

## نبذة تاريخية
أُدخل مفهوم اضطراب سرعة القلب إلى المجتمع الطبي على يد جورج شميت (Georg Schmidt) وزملائه من جامعة ميونيخ التقنية عام 1999م في المجلة الطبية البريطانية لانسيت (the Lancet). وعلى الرغم من دراسة خصائص الانقباض البطيني المبكر، إلا أن شميت وزملاءه لاحظوا أن سرعة القلب تبدو متسارعة بعد الانقباض البطيني المبكر. وللحصول على صورة أكثر وضوحًا، فقد سجلوا وقت نبضات القلب لشخص ما على موجة آر حتى «موجة آر» التالية (والتي تسمى بالفاصل الزمني للمخاطرة النسبية (RR))، كما قاموا بمزامنة هذه السجلات مع توقيت نبض الانقباض البطيني المبكر ومتوسط القيم في السجل. إن مخطط متوسط سجل الفاصل الزمني للمخاطرة الزمنية هذا (يسمى بمخطط السرعة للانقباض البطيني المبكر) لم يؤكد فقط ملاحظاتهم في أن سرعة القلب تزيد لبعض النبضات القليلة بعد الانقباض البطيني المبكر، لكنها تُبرز ميزة أخرى أقل وضوحًا أن سرعة القلب تقل أكثر مما كانت عليه قبل الانقباض البطيني المبكر وقبل العودة إلى سرعة القلب الطبيعية.
فإذا توقف شميت وآخرون عند تلك النقطة، فهناك ملاحظة مثيرة للاهتمام تم العثور عليها في حواشي أحد الكتب الخاصة بـتخطيط كهربية القلب. وبدلاً من ذلك، فقد أشاروا إلى أنه مثلما يحدث فقد في تغير سرعة القلب تجعل المرضى أكثر عرضة لخطر الموت بعد إصابتهم بالجلطة القلبية، فربما تكون هذه الظاهرة أيضًا مؤشرًا للتحكم السليم في سرعة القلب في مثل هؤلاء المرضى. ولذلك بدأوا في اختبار هذه الفرضية باستخدام مخطط كهربية القلب لمدة 24 ساعة (مرصد هولتر) وأجريت هذه التسجيلات على مائة من الناجين من الجلطات القلبية مع تكرار الانقباض البطيني المبكر. والتي يبدو فيها أن الجريان المضطرب الأكبر يرتبط بالتنبؤ الأفضل. ومن ثم استخدموا هذه البيانات لتحديد درجة التمييز الأمثل بين قيم اضطراب سرعة القلب الطبيعي وغير الطبيعي والتي جاءت مع قيم النتيجة الإجمالية = 2.5، الترتيب الإجمالي = 0%. وحان وقت الاختبار. فهل تعمل قيم اضطراب سرعة القلب وقيم هذه الدرجة أيضًا في العالم الحقيقي؟ فقد تم تطبيق هذه الدرجات على سجلات هولتر من إجمالي 1191 من المرضى ممن يعانون من الجلطة القلبية. حيث توفي منهم 162 شخصًا بنسبة (13.6%) خلال فترة المتابعة لحوالي سنتين. فإن المرضى الذين يعانون من اضطراب سرعة القلب غير الطبيعية ربما يكونون أكثر عرضة للوفاة بثلاث مرات عن هؤلاء الذين يعانون من اضطراب سرعة القلب الطبيعية، ونشر بعض المؤشرات الأخرى المستخدمة بشكل شائع. ولذلك نشأ مجال اضطراب سرعة القلب.

## آلية اضطراب سرعة القلب
اتفق الجميع على أن اضطراب سرعة القلب هي الظاهرة الأساسية لمستقبلة الضغط المنعكس. وهذه هي معوقات الانقباض البطيني المبكر لـ الدورة القلبية الطبيعية، لذلك فإن بطينات القلب ليس لديها الوقت الكافي حتى تعود إلى معدلاتها الطبيعية، قبل انقباض القلب وضخ محتوياته للخارج. وهذا يؤدي إلى نبض أضعف لـ (ضغط الدم) عما هو متوقع وإطلاق الآليات الاستتبابية الطبيعية التي تحاول التعويض من خلال الشرايين المنقبضة وسرعة القلب المتزايدة (الجزء المستهل للجريان المضطرب لاضطراب سرعة القلب). حيث يتم إنجاز ذلك عن طريق الانسحاب الارتكاسي للدماغ للإشارات العصبية لـ اللاودي وزيادة الإشارات العصبية لـ الودي المرسلة إلى القلب. في حين يتسبب الانقباض التعويضي للشرايين وزيادة سرعة القلب المتتالية إلى تجاوز القيم الطبيعية لضغط الدم (التجاوزات التعويضية) وتنشيط مستقبلة الضغط المنعكس في الاتجاه المعاكس. وفي هذه المرة، يعيد الدماغ الإشارات العصبية اللاودية ويقلل الإشارات العصبية الودية، التي تتسبب في بطء سرعة القلب (الجزء المنحدر للجريان المضطرب لاضطراب سرعة القلب).
إن المساهمة الكَمية الدقيقة لتدفق الأعصاب اللاودية والودية إلى القلب في اضطراب سرعة القلب غير المعروفة. لذا تفترض وجهة النظر المبسطة جدًا أن اضطراب سرعة القلب يعتمد بشكل بطيء على النشاط اللاودي بسبب الأتروبين، حيث تعمل حاصرات النشاط اللاودي على محو اضطراب سرعة القلب بينما لا يكون لـ حاصرات بيتا (الحاصرات الودية) أي تأثير على اضطراب سرعة القلب. كذلك، فإن مساهمة توقف معاوضة فترة التوقف بين الانقباض البطيني المبكر والنبض الطبيعي التالي لاضطراب سرعة القلب غير معروف. ويؤمن بعض الباحثين بأن التوقفات التعويضية تُصدر نبضًا فرديًا لزيادة ضغط الدم خارج النطاق الطبيعي فقط في القلوب المصابة، بينما أظهر باحثون آخرون أن تدفق النبض الفردي يحدث في القلوب الطبيعية كذلك. ولم يرتبط أي عامل فسيولوجي في الأنماط الكَمية لمنحدر الجريان المضطرب حتى يومنا هذا، في حين أن بداية الجريان المضطرب قد ظهرت على يد باحثين في كالجاري (Calgary)، كندا حتى تعتمد بصورة خطية على مُدة ضغط الدم التي تعتبر دون المستوى في التجربة المصممة بشكل جيد.
وهناك اقتراح في النهاية بأن سبب حجم اضطراب سرعة القلب بعد تنبؤ الانقباض البطيني المبكر بموت القلب يكون من خلال آليتها. ويعتقد أن النشاط العصبي اللاودي للقلب يحمي القلب وأن النشاط العصبي الودي يضر بالقلب. وبخاصة بعد ميل الجلطة القلبية والنشاط العصبي الودي إلى الزيادة. حيث يشير اضطراب سرعة القلب السليم إلى وجود كمية من النشاط اللاودي والنشاط الودي المضاد. لفهم أشمل، ربما يشير اضطراب سرعة القلب السليم أيضًا إلى الدماغ السليم والسبب هو أن اضطراب سرعة القلب تتنبأ بالموت المحتمل من بين الأسباب غير القلبية والقلبية.